# Inonotus austropusillus
Inonotus austropusillus är en svampart som beskrevs av Ryvarden 2005. Inonotus austropusillus ingår i släktet Inonotus och familjen Hymenochaetaceae.   Inga underarter finns listade i Catalogue of Life.